# Суринамська кухня

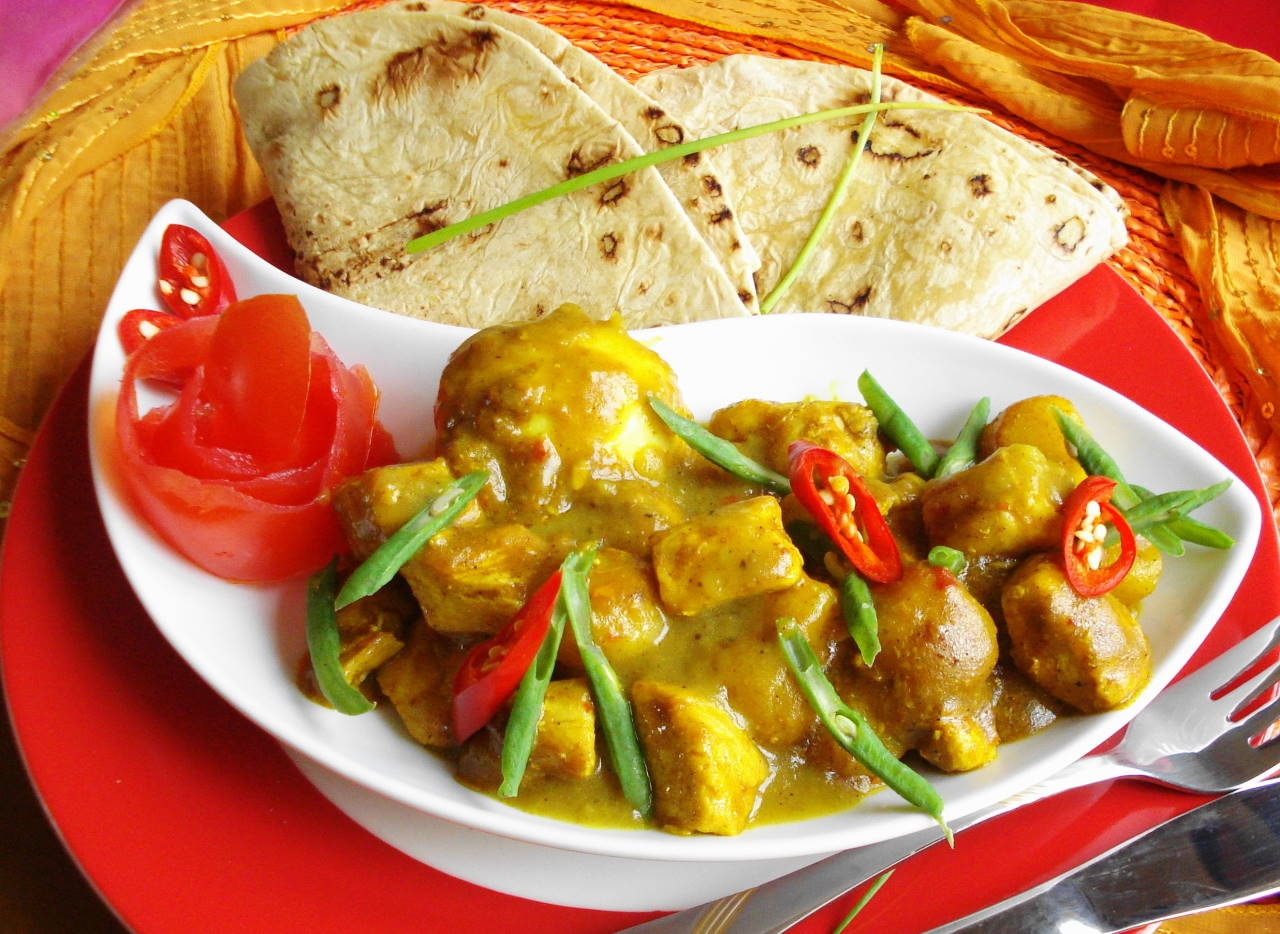
Лепёшка роти с масалою — суринамський карі зі спеціями, такими, як коріандр, кмин, куркума, гірчиця, перець та іншими прянощами.

Суринамская кухня (нід. Surinaamse keuken) — традиційна кухня, поширена в Суринамі та за межами країни в Нідерландах. Сформувалася під впливом національних індіанської, африканської, індонезійської, китайської, нідерландської, єврейської, португальської та індійської кухонь; з цієї причини відрізняється різноманіттям страв та продуктів, які використовують для їх приготування.
Для суринамської кухні характерні імпровізація та постійне змішання різних інгредієнтів національних кухонь, що веде до появи нових страв.

## Продукти
Головними продуктами суринамської кухні є рис та коржики-роти. З овочів часто використовують бульби маланги та маніоки, спаржу, абельмош та баклажан. Також часто в суринамській кухні зустрічаються страви з курятини, солонини, в'яленої і сушеної риби. Морські та річкові продукти представлені  рибою-вовком  (анйумара), хоплостернумою (кві-кві) та кістлявою трахірою (патака), а також креветками. Серед спецій великою популярністю користується перець Мадам Жанетт.

## Страви
Для суринамської кухні, незважаючи на обов'язкову першу страву - гарячий суп (саото, таєр ), який їдять двічі на день - на обід і на вечерю, характерна наявність великої кількості закусок. Серед останніх популярні бару (пироги зі смажених бобів), пхулаурі (закуска з жовтого гороху), смажені курячі ніжки, нідерландські пафнкюхени (млинці), кей-лапіс (листковий пиріг), чипси з бананів та маніоки. Гарніром до другої страви, що відрізняється пряним смаком, як правило служать, арахісовий соус, соління, смажені банани з різними спеціями та свіжими травами. Стравою, яку подають до святкового столу, є пиріг пом. Серед напоїв популярні лимонади з льодом та суринамське пиво.

## Громадське харчування
Любов суринамців до перекусу є причиною наявності в цій країні численних закусочних та ресторанів. Суринамські страви з традиційними яванський компонентами (локшина по-яванський, насі-кун, саото, кей-лапіс, чипси з маніоки, кокосовий напій дават) можна спробувати в варунгах. У роті-шопс продають індійські коржики роті, наповнені гороховим або картопляним пюре, з овочами, куркою або м'ясом ітасуринамською масалою. У ресторанчиках ому можна спробувати суринамські страви з китайськими компонентами (локшина схаун-мейн, м'ясна страва моксі-меті та насі-горенг) . Про ставлення суринамців до кухні добре говорить місцеве прислів'я: «Повному шлунку серце радіє».